# Carabinieri

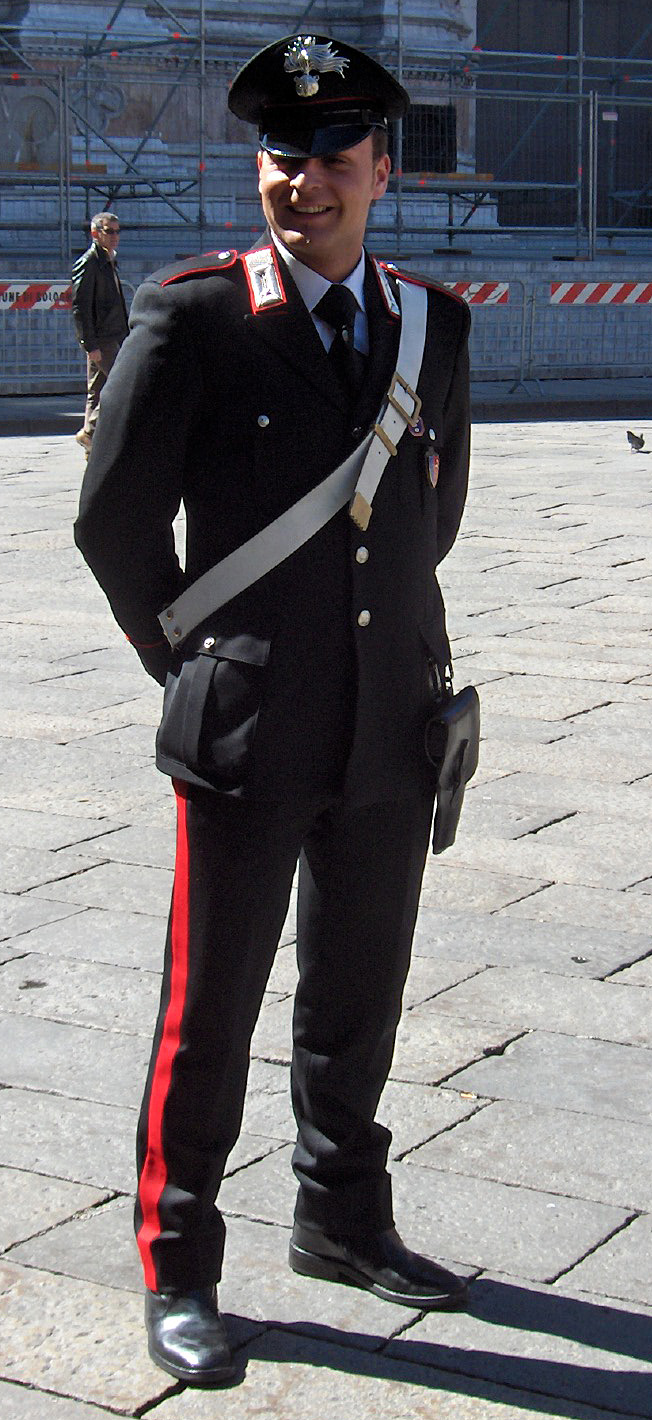
Een carabiniere

De carabinieri is de verkorte (en veelgebruikte) naam voor "L'Arma dei Carabinieri", de Nationale Gendarmerie van de Italiaanse Republiek. De carabinieri fungeren ook als de Italiaanse militaire politie en zijn daarmee vergelijkbaar met de Nederlandse Koninklijke Marechaussee.
Carabinieri zijn niet alleen militaire politie. Vroeger was een carabiniere cavalerie of soldaat bewapend met een karabijn. Hun missie was de criminaliteit te onderdrukken en om de gemeenschap te dienen.